# Histoire de la Thaïlande pendant la guerre de Corée
La Thaïlande est un des 21 pays a avoir répondu a la demande de l'ONU d'aider la Corée du Sud durant la guerre de Corée La Thaïlande est un des premiers pays a soutenir officiellement la Corée du Sud durant cette guerre et un des principaux contributeurs aux forces des nations unies. Le soutien thaïlandais est important lors de batailles déterminantes comme la Troisième bataille de Séoul.

## Intervention
En juillet 1950, la Thaïlande répond à l'appel américain, le premier ministre Plaek Phibunsongkhram au parlement : « En envoyant un faible nombre de troupes en preuve d'amitié, on obtiendra différents avantages en retour. ». Un mois après avoir accepté d'envoyer des troupes, la Thaïlande reçoit 10 millions de dollars d'aides économiques et un prêt de 25 millions de la Banque mondiale. La Thaïlande envoie une aide alimentaire de quarante mille tonnes de riz en Corée, suivie d'un bataillon d'infanterie du 21e régiment d'infanterie (en), et des navires de guerre. Plus tard, des avions de transport sont envoyés par la Thaïlande. 

## 21erégiment d'infanterie

### Bataille dePork Chop Hill
Durant la bataille de Pork Chop Hill (du 31 octobre au 11 novembre 1952), le bataillon Thaïlandais, 7e division d'infanterie américaine et d'autres unités tiennent le secteur de la colline de Pork Chop Hill et la défendent contre plusieurs attaques de l'armée chinoise avant d'être forcés de battre en retraite. 
Après cet engagement le Major Kriangsak Chamanan reçu la Legion of Merit de la part de l'armée américaine, il fut ensuite invité à étudier à Fort Leavenworth, en 1977 il devint le 25e Premier ministre de Thaïlande. 12 autres membres de cette unité reçurent la Silver Star et 26 reçurent la Bronze Star, l'unité fut surnommée "Les Petits tigres" pour leur bravoure au combat.

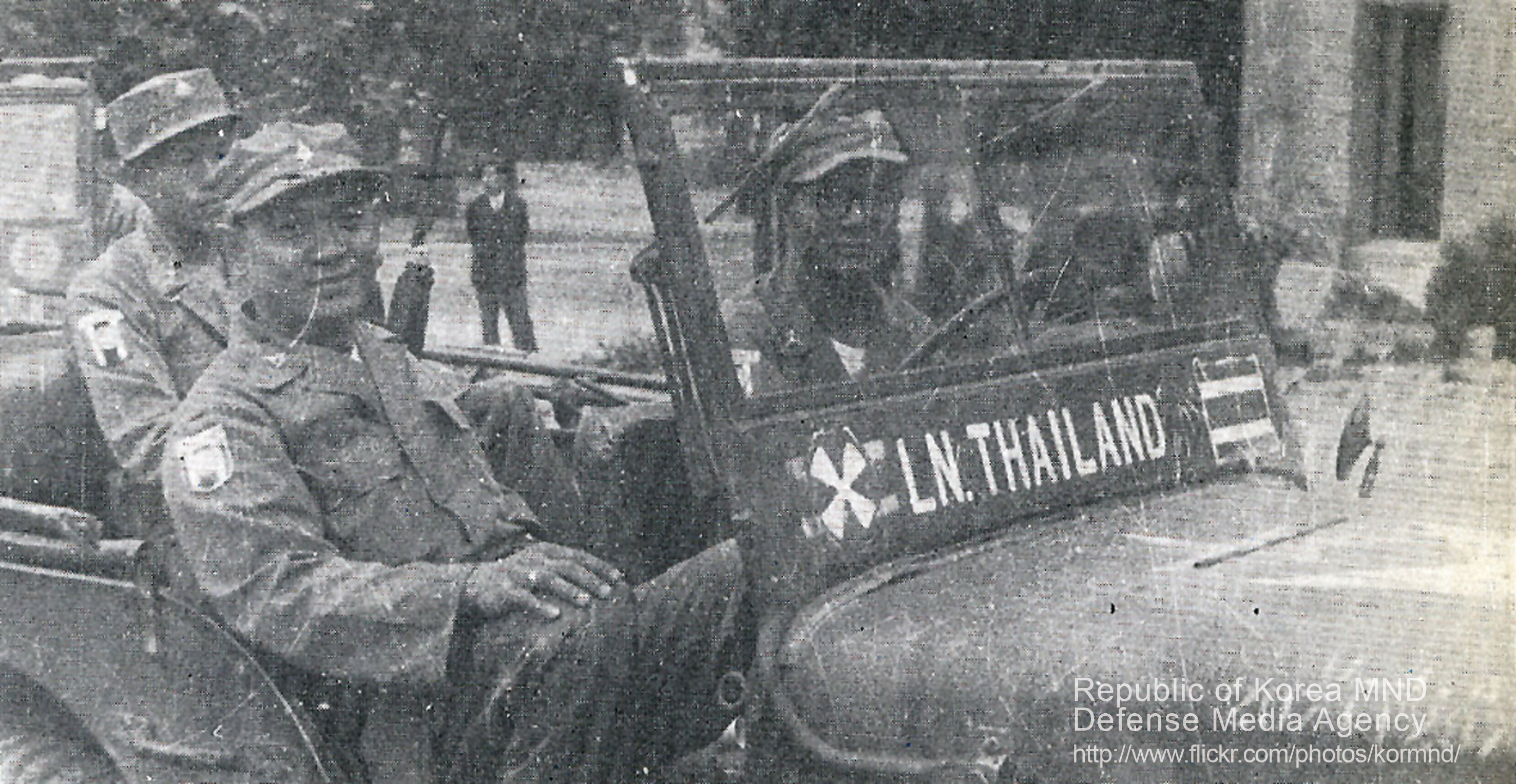
Des soldats thaïlandais arrivant Pusan en 1950.

### Post-armistice
Un petit contingent thaïlandais reste en Corée jusqu'en 1972.

## Marine

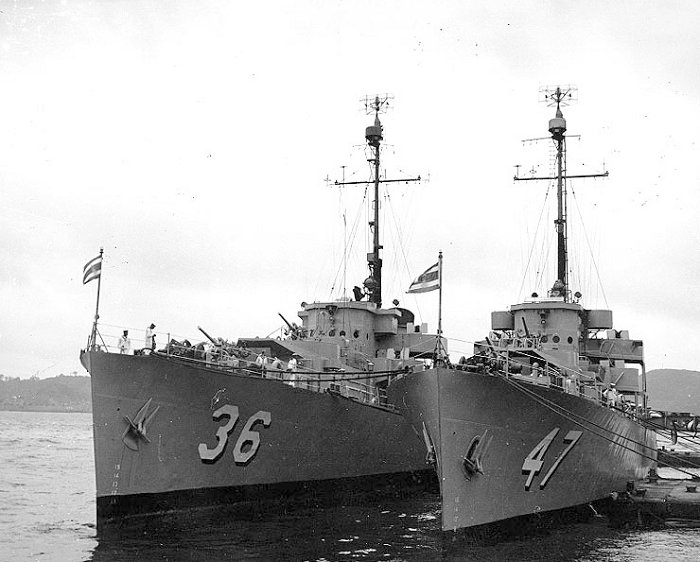
L'USS Glendale (PF-36) et l'USS Gallup (PF-47) en 1951 en Thaïlande, avant d'être cédé à la Marine royale thaïlandaise. Le Gallup qui avait précédemment servi en Corée dans l'US Navy fut utilisé en Corée par la Marine thaïlandaise sous le nom HMTS Prasae II.

Le 7 novembre 1950 deux corvettes Thai, HTMS Prasae (en) et l'HTMS Bangpakong (en) arrivent en Corée du Sud où ils servent d'escorte et d'artillerie navale. Le Prasae s'échoue sur la côte près de Yangyang lors d'une tempête de neige, les tentatives de le remettre à flot échouent et il est sabordé le 7 janvier 1951. Le Bangpakong quitte la Corée 16 février 1952. Le 29 décembre 1951 deux autres navires, le HTMS Prasae II (en) et le HTMS Tachin (en) arrivent en Corée, ne retournant en Thaïlande que le 21 janvier 1955 soit un an et demi après l'armistice.
Le navire de transport HTMS Sichang arrive en Corée le 7 novembre 1950 et y sers jusqu'à son retour le 15 juillet 1951.

## Armée de l'air
Le Douglas C-47 Skytrain de la Force aérienne royale thaïlandaise est également mobilisé.

Trois contingents des forces aériennes royales thaïlandaises servent en Corée jusque dans les années 1970 :
1. Au total 22 équipes d'officiers de liaison aérienne sont envoyée au commandement des Nations Unies à partir de 1951.
2. 29 équipes d'infirmières de liaison aérienne sont envoyées à partir du 26 décembre 1950 et jusque 1974.
3. 29 équipes de transport aérien servent en Corée de 1951 à 1971.

## Bilan
Durant la guerre, la Thaïlande déploie un total de 11 786 soldats. 129 y sont tués et 1 139 sont blessés, 5 sont disparus au combat. En 1974 La république de Corée construit un monument et un pavillon Thai à Pocheon en l'honneur des soldats thaïlandais qui se sont battus pour la Corée du Sud. Le 4 novembre 2008, l'ambassade de Thaïlande à Séoul inaugure le mémorial Thai au Cimetière du mémorial des Nations unies en Corée.
Le HTMS Prasae II est décommissionné en 2000 et transformé en navire musée à l'embouchure du fleuve Prasae dans la province de Rayong

### Décorations
- Presidential Unit Citation
- Republic of Korea Presidential Unit Citation (3)